# Шахтинський драматичний театр
Муніципальна автономна установа культури «Шахтинський драматичний театр» — російський драматичний театр в місті Шахти Ростовської області. Працює з 1929 року, нині розташований за адресою вул. Шевченка, 143. Також відомий за назвою Драматичний театр «Пласт» міста Шахти (1992-2006).

## Історія
Поява перших драматичних колективів у місті датується 1923 роком, перші акторські трупи при цьому формувалися з місцевих шахтарів та службовців. З часом вони вийшли на професійний рівень, хоча власного будинку протягом досить тривалого часу не мали. Лише в 1929 році на вулиці Радянській в просторому будинку відкрився Шахтинський робочий театр, з тих пір ця дата вважається офіційним роком його заснування. Першою поставленою виставою стала «Весілля Кречинського» О.В. Сухово-Кобиліна. Театр числився в районному відділі народної освіти, але даних про перші роки його роботи не дуже багато.
Під час Другої світової війни багато хто з працівників театру вирушили воювати на фронт, а безпосередньо перед німецько-фашистською окупацією міста увесь склад працівників був евакуйований. Шахтинські театрали виступали з виставами і концертами в різних частинах Червоної Армії, а також в госпіталях, на сценах шахтарських клубів. Проводилися вечори мініатюр, по завершенню яких проходили танці під рояль і баян.
У повоєнні роки Шахтинський драматичний театр продовжив свою активну діяльність, а в 1952 році переїхав у нове приміщення на вулиці Шевченка, 143 (по сусідству з будівлею Інституту сфери обслуговування та підприємництва ДДТУ). У 1965 році театру присвоєно ім'я відомого радянського драматурга М.Ф. Погодіна, твори якого часто фігурували в репертуарі 1960-1970-х років. У період 1966-1984 років обіймав посаду художнього керівника В.І. Малашенко, потім на два роки його змінив О.А. Соловйов, тоді як у 1986-2000 роках майже чотирнадцять років керівництво театром незмінно здійснював М.І. Боярчук — це самий тривалий термін на посаді директора цієї установи. В кінці 1980-х — початку 1990-х театр орієнтувався насамперед на російську зарубіжну класику, вистави для дітей і юнацтва.
У період 1989-1994 років за сприяння міської адміністрації і декількох приватних інвесторів в будівлі театру проводився капітальний ремонт, при цьому він не припиняв свою діяльність і активно гастролював з концертами в багатьох містах Росії. Після ремонту театр отримав назву «Пласт», тут почав проходити обласний театральний фестиваль «Донська весна». Починаючи з 1999 року при Шахтинському драматичному театрі під керівництвом режисера М. В. Ізюмського запрацював акторський курс Ярославського державного театрального інституту, частина молодих випускників влилася в ряди професійних шахтинських акторів. У 2000 році театр очолив директор Ю. Везарко. З 2006 року назва «Пласт» перестала використовуватися, замість неї повернуто стару назву — Шахтинський драматичний театр. За довгі роки свого існування театр неодноразово нагороджувався дипломами різних фестивалів і конкурсів, пам'ятними грамотами, подяками та високими званнями.